# 한국농업경영포럼
한국농업경영포럼은 농업경영에 관한 연구·조사 및 발표회, 정보제공 간행물, 국내외 포럼 관련 네트워크 구축을 통한 정보 사업 및 기타 농경영인의 경제적 지위 향상 필요 사업을 목적으로 2004년 12월 30일 설립된 대한민국 농림수산식품부 소관의 사단법인이다. 사무실은 서울특별시 강남구 수서동 725번지, 수서타워 1914호에 있다. 이사장은 성진근이다.

## 주요 사업
- 농업 경영에 관한 연구․조사 및 발표회
- 농업경영 관련 정보제공 및 자료의 간행
- 국내외 관련 포럼과의 네트워크 구축을 통한 정보제공 및 교류
- 농업경영 성공사례 발굴 및 분석을 통한 새로운 농업경영 성공모델 개발
- 기타 농업경영인의 경제적 지위 향상에 필요한 사업

## 분과 조직
- 기술혁신분과
- 유통혁신분과
- 경영혁신분과
- 지역개발혁신분과